# Irene de Kok
Irene Margreta Maria de Kok (Eindhoven, 29 de agosto de 1965) es una deportista neerlandesa que compitió en judo.
Participó en los Juegos Olímpicos de Barcelona 1992, obteniendo una medalla de bronce en la categoría de –72 kg. Ganó tres medallas en el Campeonato Mundial de Judo entre los años 1984 y 1987, y seis medallas en el Campeonato Europeo de Judo entre los años 1984 y 1992.

## Palmarés internacional
| Juegos Olímpicos   | Juegos Olímpicos          | Juegos Olímpicos  | Juegos Olímpicos |
| Año                | Lugar                     | Medalla           | Categoría        |
| ------------------ | ------------------------- | ----------------- | ---------------- |
| 1992               | Barcelona (España)        | Medalla de bronce | –72 kg           |
| Campeonato Mundial |                           |                   |                  |
| Año                | Lugar                     | Medalla           | Categoría        |
| 1984               | Viena (Austria)           | Medalla de plata  | –66 kg           |
| 1986               | Maastricht (Países Bajos) | Medalla de oro    | –72 kg           |
| 1987               | Essen (RFA)               | Medalla de oro    | –72 kg           |
| Campeonato Europeo |                           |                   |                  |
| Año                | Lugar                     | Medalla           | Categoría        |
| 1984               | Pirmasens (RFA)           | Medalla de bronce | –66 kg           |
| 1986               | Londres (Reino Unido)     | Medalla de oro    | –72 kg           |
| 1986               | Londres (Reino Unido)     | Medalla de oro    | Abierta          |
| 1987               | París (Francia)           | Medalla de oro    | –72 kg           |
| 1987               | París (Francia)           | Medalla de bronce | Abierta          |
| 1992               | París (Francia)           | Medalla de bronce | –72 kg           |